# Kubanska kriza
Kubanska raketna kriza (engleski: Cuban Missile Crisis), Karipska kriza (naziv koji se koristi na ruskom govornom području, ruski: Карибский кризис), ili Listopadska kriza (Crisis de Octubre), kako ga zovu na Kubi - bio je jedan od najkritičnijih događaja hladnog rata, te vrlo ozbiljna konfrontacija između SAD-a i SSSR-a u jesen 1962. godine. Povjesničar Arthur Schlessiger Jr., opisao je krizu kao "najopasniji trenutak u ljudskoj povijesti". Kriza je otvorena razmještanjem sovjetskih nuklearnih projektila,  borbenih aviona i postrojbi kopnene vojske na Kubi i smatra se istovremeno vrhuncem i prekretnicom u povijesti hladnog rata. Nikada prije u povijesti čovječanstvo se nije toliko približilo nuklearnom ratu i globalnom uništenju kao tada.

## Pretpovijest
Od početka hladnog rata obje sile pobjednice iz Drugog svjetskog rata zastupale su suprotstavljene gospodarske i ideološke sustave, te neprekidno demonstrirale jedna drugoj vlastitu nadmoć u novim tehnologijama naoružanja. Američke vojne postrojbe su se u vrlo teškom Korejskom ratu sukobile s vojnim snagama Kine, koje je oružjem i opremom opskrbljivao Sovjetski Savez, ali nisu upotrijebile nuklearno oružje. 1949. godine je Sovjetski Savez izveo prvo uspješno testiranje vlastite nuklearne bombe, te nastavio razvijati nuklearno oružje i sredstva za njegov transport do cilja.
Strateški koncepti su išli tako daleko, da čak nije bila isključena opcija prvog nuklearnog udara. Pri tome je protivnik trebao biti u vrlo kratkom vremenu uništen prvim masovnim udarom nuklearnim oružjem, kako protuudar protivnika također nuklearnim oružjem više ne bi bio moguć. Konvencionalno naoružanje nije odgovaralo za jednu takvu ofenzivu, jer vatrena moć nije bila dovoljna da onesposobi protivnika. 
Početkom 1960.-ih su  obje velesile raspolagale raketnom tehnologijom (interkontinentalna raketa) koja je omogućavala uništenje ciljeva na udaljenosti od 14.000 km. To je omogućavalo da se teritorij protivničke zemlje dosegne s vlastitog teritorija. Pored toga, imali su na raspolaganju i eskadrile bombarder-a (B-52 Stratofortress odnosno Tupoljev Tu-95) koji su jednako tako mogli obaviti takav napad. Ali obje su metode napada imale i nedostatak, da je ostajalo određeno vrijeme za uzbunu što je pružalo mogućnost neprijatelju da pokrene protumjere.
Kako bi se protivniku što više smanjilo vrijeme za uzbunu, trebalo je nuklearne rakete smjestiti što je moguće bliže teritoriju neprijatelja. Taj preduvjet su SAD ostvarile 1959. stacioniranjem raketa srednjeg dometa tipa Thor i Jupiter u Italiji i u Turskoj. 
Prije Kubanske revolucije, SSSR nije imao mogućnosti stacionirati svoje nuklearne rakete srednjeg dometa nadomak teritorija SAD-a. Tek s bijegom diktatora Fulgencija Batiste s Kube u siječnju 1959. i priznanjem pobjede komunističke gerile pod vodstvom Fidela Castra pojavila se mogućnost Sovjetima da nadoknade taj strateški nedostatak.
Castro je ispočetka formirao revolucionarnu vladu od različitih opozicijskih grupa među kojima su bili i komunisti; ubrzo su komunisti preuzeli potpunu kontrolu. SAD su podržavali Batistu, a nova vlada Kube je također održavala odnose sa SAD-om. Novi kubanski čelnik Castro je molio zajam od SAD-a, no američka vlada pod Eisenhowerom Castrovu je molbu ne samo odbila, nego ga je u ožujku 1959. odlučila i svrgnuti ga uz podršku opozicije provodeći sabotaže i atentate. U vrijeme potpune nesnošljivosti između komunističkih režima i dijela svijeta u kojemu je vodeću vojnu i gospodarsku silu predstavljao SAD, komunist Castro za SAD uopće nije dolazio u obzir; procjena je zapravo bila da Castro uz sovjetsku pomoć razvija subverzivnu mrežu diljem Latinske Amerike, s ciljem da potakne komunističke revolucije u svim zemljama tog dijela Svijeta.
SSSR je nakon uspostavljanja diplomatskih odnosa u svibnju 1959. pružio značajnu gospodarsku i vojnu potpru Castrovom režimu, a SAD pod predsjednikom Eisenhowera 19. listopada 1960.  zabranjuje svaku trgovinu s Kubom, uključujući izvoz nafte koju je Kuba do tada dobavljala iz obližnjih dijelova SAD-a.
SSSR je na ovaj embargo (u to vrijeme je predsjednik Politbiroa bio Nikita Hruščov) regirao javnim obećanjem gospodarske i vojne podrške Kubi. Nakon posjeta sovjetskog vođe Hruščova Kubi u rujnu 1960. godine postalo je jasno da je Kuba izašla iz američke sfere utjecaja i pridružila se sovjetskoj. Taj se sovjetski prodor na zapadnu hemisferu danas smatra povodom za provođenje Invazije u zaljevu svinja 17. travnja 1961. Ova vojna akcija je završila katastrofalno po SAD, ali je jasno pokazala na kakve je mjere SAD u vrijeme vlade John F. Kennedya spremna kako bi srušila Castra.
Savez Kube i SSSR-a je bio od obostrane koristi - Sovjeti su sad mogli nadoknaditi strateški nedostatak zbog udaljenosti teritorija SAD-a koje bi s Kube bilo moguće doseći nuklearnim raketama srednjeg dometa, a Kuba je u Sovjetima vidjela najvažnijeg trgovinskog partnera i zaštitni ogrtač koji je osiguravao Castrovu vladavinu.

## Neposredna pretpovijest
SAD su od 1959. stacionirale u Italiji 30 i u Turskoj 15 atomskih raketa, koje su bile usmjerene prema SSSR-u. Dne 26. i 27. listopada 1960. SAD po prvi put šalju iz zračne baze Laughlin u Teksasu izvidnički avion Lockheed U-2 na let nad Kubom. Dana 5. rujna 1961. prvi put su snimljene rakete protuzračne obrane tipa SA-2 i borbeni avioni tipa MiG-21 Fishbed.
U travnju 1962. američke atomske rakete Thor i Jupiter u Turskoj bile su spremne za korištenje. Njih se moglo koristiti za prvi atomski udar na Sovjetski Savez, nakon čega druga strana ne bi imala mogućnost uzvraćanja.

Pored toga, morima su plovile američke podmornice, opremljene atomskim raketama Polaris. Te rakete su mogle biti lansirane i pod morem, zbog čega ih je bilo vrlo teško otkriti. Imajući sve u vidu, nekoliko je čimbenika nagnalo Sovjete na ideju o razmještanju nuklearnih raketa na Kubi. Prvo, 1962. godine, sovjetske oružane snage nisu još raspolagale raketnim sustavima kojima bi mogli vršiti precizni udar na uži teritorij SAD-a izuzev Aljaske s baza na svom vlastitom teritoriju, pa su imali potrebu za uspostavljanjem ravnoteže snaga. Drugo, Hruščov je htio iskoristiti rakete na Kubi kao sredstvo kojim će ispregovarati povlačenje saveznika iz zapadnog Berlina kojeg su Sovjeti smatrali "trnom u oku" unutar Istočne Njemačke. Treće, razmještanjem projektila na Kubu, Amerikance se htjelo odvratiti od pokušaja destabilizacije Kube, te osigurati ostanak ove karipske države u sovjetskoj sferi utjecaja. Četvrto, razmještanjem projektila na Kubu, željelo se osigurati "uzajamno zajamčeno uništenje" obiju strana u slučaju izbijanja nuklearnog rata. 
"Zašto ne gurnuti jednog ježa u hlače ujku Samu"? - Nikita Hruščov u konzultacijama za razmještanje raketa rekao je svom ministru obrane Rodionu Malinovskom
Tijekom svibnja 1962., pod kodnim imenom Operacija Anadir, počinje tajno dovoženje raketa srednjeg dometa SS-4 koje se mogu opremiti atomskim bombama. Sovjeti u tajnosti razmještaju i 43.000 vojnika Sovjetske armije (od ukupno planiranih 60.000 sovjetskih vojnika koje je trebalo rasporediti na Kubi) radi obrane Kube od prijeteće invazije SAD-a: sovjetske snage uključivale su znatne protuzračne snage, nekoliko desetaka mlaznih aviona, te znatne tenkovske i postrojbe mehaniziranog pješaštva. Time bi SSSR ponovo uspostavio vojnu ravnotežu poremećenu u korist SAD-a stacioniranjem raketa srednjeg dometa u Europi. 
Dne 5. i 29. kolovoza 1962. CIA slijedeći informacije svojih agenata na fotografijama koje je snimio izvidnički avion Lockheed U-2, po prvi put u kubanskoj provinciji Pinar del Rio otkriva raketne lansirne rampe. 
Dne 8. rujna 1962. sovjetski teretni brod "Omsk" pristaje u Havani s teretom raketa srednjeg dometa SS-4, ali ih ne iskrcava.

## Kronologija događaja
Do vrhunca krize dolazi u listopadu 1962.
- Nedjelja, 14. listopad: Predsjednik SAD-a John F. Kennedy odobrava ponovno snimanje špijunskim avionom Lockheed U-2. Avioni ponovo polijeću iz baze u Texasu i dva puta nadlijeću raketne baze na Kubi. Otkrivaju sovjetske tehničare i vojnike kako u blizini San Cristobala kreću s postavljanjem lansirnih rampi za sovjetske rakete dugog i srednjeg dometa tipa SS-4 i SS-5. Snimili su više fotografija. Sovjeti otkrivaju avion, ali ga ne ruše.
- Ponedjeljak, 15. listopad: Analiza fotografija daje neposredni dokaz: rakete postoje, i radi se o SS-4, raketama srednjeg dometa. Nalaze se u blizini San Cristobala na sjeveroistoku Kube, te mogu doseći Washington, i veći dio SAD-a.
- Utorak, 16. listopad: Savjetnik predsjednika McGeorge Bundy obavještava Kennedyja o rezultatima analize snimki, a Kennedy odmah saziva štab savjetnika. Na sastanku štaba izneseni su različiti prijedlozi: prihvatiti stacioniranje, pokušaj rješavanja krize diplomatskim putem, pomorska blokada Kube, Zračni napad i invazija. Sva savjetovanja i rezultati drže se u strogoj tajnosti. Predsjednik Kennedy daje nalog za daljnje izvidničke letove Lockheeda U-2.
- Srijeda, 17. listopad: Slijedi još šest izvidničkih letova iznad raketnih baza. Zračne snimke dokazuju postojanje 16 do 32 rakete (tip SS-4 i SS-5) s dometom do 4.500 kilometara. Pored američkog glavnog grada, ove rakete su mogle doseći i najvažnije industrijske centre SAD-a, a vrijeme upozorenja (od polijetanja rakete do udara) bi bilo samo 5 minuta. Pored toga, otkriveni su i bombarderi Iljušin IL-28.
- Četvrtak, 18. listopad: Ministar vanjskih poslova SSSR-a, Andrej Gromyko dolazi u posjet Kennedyju kao što je bilo već ranije planirano. Kennedy iz taktičkih razloga ne spominje događanja na Kubi jer želi sačuvati u tajnosti spoznaje o tome. Razgovara se o višekratnim zahtjevima SSSRa da se Zapadni Berlin demilitarizira. To potvrđuje američku pretpostavku, da Sovjetski Savez namjerava svojim aktivnostima na Kubi popraviti svoj ishodišni položaj u novim pregovorima o Berlinu. To je pretpostavka koju s Amerikancima dijele i ostali zapadni saveznici, ali koja će se kasnije pokazati pogrešnom. Washingtonom se šire glasine o velikim novim dostavama oružja Kubi, i vojni krugovi postaju nestrpljivi. Američki generali pomorsku blokadu smatraju pre slabim rješenjem: trebalo bi odmah djelovati zračnim napadima, i u nastavku invazijom. General američkih zračnih snaga Curtis LeMay stišće predsjednika insistirajući na napadu: "crveni pas kopa u stražnjem dvorištu SAD-a, i za to mora biti kažnjen". Kennedy daje istražiti pravnu podlogu za pomorsku blokadu Kube.
- Petak, 19. listopad: Upoznati s pravnom situacijom, štab savjetnika se organizira na više grupa u kojim se razmatraju različite mogućnosti "savladavanja" raketa na Kubi.
- Subota, 20. listopad: Kennedy i savjetnički štab odlučuju se za pomorsku blokadu Kube usprkos protestima elitnih savjetnika Kenedyjeve porodice koji zahtijevaju invaziju.
- Nedjelja, 21. listopad: Kennedy odobrava pomorsku blokadu i poziva šefove velikih novinskih kuća kako bi spriječili preuranjeno izvještavanje.
- Ponedjeljak, 22. listopad: Jedan od najvažnijih dana krize: Američke oružane snage stavljaju se u stanje povećane spremnosti, nove vojne snage se premještaju na Floridu radi priprema za invaziju, a 200 brodova dolazi na položaje oko Kube. Obavještavaju se predstavnici vlada Velike Britanije, Francuske, Zapadne Njemačke i Kanade, a oni garantiraju Kennedyju potpunu podršku. U televizijskom obraćanju naciji, Kennedy najavljuje početak pomorske blokade Kube za datum 24. listopad. Zahtjeva od sovjetskog predsjednika vlade, Nikite Hruščova, povlačenje raketa s Kube i za slučaj napada prijeti atomskim protunapadom. U moskovskom Kremlju se pribojavaju najgoreg, možda i invazije na Kubu.
- Utorak, 23. listopad: Hruščov objavljuje da ne prihvaća blokadu, ali i tvrdi, da rakete stacionirane na Kubi, služe samo za njenu obranu. Zasjeda OAS i na sjednici glasa protiv Kube i potvrđuje blokadu (karantena). Sovjetske poruke upućivane prema SAD-u djelovale su kao da su pisane u žurbi i pod pritiskom.
- Srijeda 24. listopad: U novom telegramu poslanom američkom vrhu, Hruščov je napisao: "Ako sagledate situaciju hladnih glava, shvatit ćete da si Sovjetski Savez ne može dozvoliti da ne odbaci despotske nasrtaje SAD-a" i da na blokadu gledaju kao na čin agresije, te da će sovjetsko brodovlje imati zapovijedi da se ne obazire na pomorsku blokadu Kube.
- Četvrtak 25. listopad: Na izvanrednoj sjednici Vijeća sigurnosti UN-a, američki veleposlanik Adlai Stevenson, vršio je pritisak na sovjetskog veleposlanika Valeriana Zorina, tražeći od njega da prizna pred svima postojanje sovjetskih projektila na Kubi. Zorin je odbio odgovoriti na pitanje. Kennedy je odgovorio na Hruščovljev telegram rekavši da su SAD bile prisiljene na čin blokade nakon što su bili opetovano uvjeravani da na Kubi nema ofenzivnih projektila i kada su se ta uvjeravanja pokazala lažima. Raspoređivanje [projektila] "iziskivalo je mjere koje sam najavio... Nadam se da će vaša vlada poduzeti potrebne mjere kako bi se situacija dovela u stanje kakvo je bilo ranije..." Istovremeno, na moru su američki nosač aviona USS Essex i razarač USS Gearing, neuspješno pokušali presresti sovjetski tanker Bukurešt. Jednom kad su se poprilično uvjerili da tanker ne prevozi vojni materijal, propustili su ga kroz blokadu.
- Petak 26. listopada: Na tajnoj večeri između šefa televizijske kuće ABC News Johna Scalija i šefa KBG-a u Washingtonu Aleksandra Feliksova, Felixov je od Scalija tražio da sazna bi li Amerika bila voljna prihvatiti diplomatsko rješenje u kojem bi Sovjetski Savez povukao svoje rakete pod kontrolom UN-a, Castro bi obećao da više neće prihvaćati takva oružja u svojoj državi a SAD bi zauzvrat obećale da neće napadati Kubu. SAD su na ovo odgovorile tražeći od Brazila da prenese poruku Fidelu Castru da Sjedinjene Američke Države "vjerojatno neće napadati", ako povuku projektile.
- Subota 27. listopada: U novom govoru održanom na Radio Moskvi, Hruščov je izašao s novom ponudom, tražeći od SAD-a da u zamjenu za povlačenje sovjetskih projektila s Kube, SAD povuku svoje projektile iz Italije i Turske. Iz američkog vrha ovakav dogovor je odbijen pravdajući se: "da je trenutna prijetnja miru na Kubi a ne u Turskoj". Tijekom krize, Turci su više puta komunicirali da ne žele da se američki projektili povlače iz Turske, dok je talijanski premijer Amintore Fanfani izrazio spremnost da se američki projektili povuku iz Italije. U jutarnjim satima istog dana, sovjetska PZO na Kubi oborila je američki izviđački zrakoplov U-2 projektilima zemlja-zrak, pri čemu je pilot Rudolf Anderson poginuo. Kasnije istog dana pucano je na dva američka zrakoplova RF-8A Crusader na izvidničkoj misiji. Istoga dana, Castro je Hruščovu poslao pismo u kojem ga traži da u slučaju američke invazije na Kubu lansira projektile s Kube na Ameriku. Istog dana, američka je mornarica gađala dubinskim bombama sovjetsku podmornicu B-59 kako bi ju natjerali da izroni. Ista je podmornica bila opremljena torpedima s nuklearnom bojnom glavom i imala je naredbe da uzvrati paljbu ako bude napadnuta. Budući da je bila suviše duboko za slušanje bilo kakvih radio komunikacija izvana, kapetan podmornice zaključio je da je rat već vjerojatno počeo i htio je ispaliti nuklearni torpedo. Lansiranje su u normalnim okolnostima trebali odobriti kapetan podmornice i politički komesar, koji su se obojica složili, no budući da je taj put u podmornici bio i zapovjednik podmorničke flotile Vasilij Arhipov, morao se i on složiti. Arhipov se, međutim, nije složio, pa podmornica nije uzvratila paljbu, nego je izronila na površinu kako bi dobila daljnja naređenja od Moskve. Istog dana, nakon dugih tajnih pregovora, Kennedy je pristao povući sve projektile iz Turske i Italije pod uvjetom da Sovjeti povuku svoje projektile s Kube.

- Zrakoplovstvo američke mornarice nadlijeće sovjetski tanker tijekom pomorske blokade Kube.
- Američki diplomati u Vijeću sigurnosti Ujedinjenih naroda pokazuju razmještaj sovjetskih projektila na Kubi .
- Helikopter Američke mornarice nadlijeće sovjetsku podmornicu B-52.
- Motor oborenog zrakoplova U-2 pohranjen u Muzeju revolucije u Havani
- Razmještaj sovjetskog naoružanja po otoku.
- Predsjednik Kennedy potpisuje pomorsku blokadu Kube.

## Posljedice krize
SAD su prekinule blokadu Kube, a SSSR je demontirao lansirne rampe i povukao vojnike s Kube.
Budući da su obje velesile posjedovale nuklearno oružje, vladala je "ravnoteža straha". Znalo se da bi nuklearni rat predstavljao i kraj civilizacije. Nakon Kubanske krize započela je politika detanta, odnosno politika popuštanja napetosti u svijetu. Pojačana je suradnja između velesila. Kubanska kriza iznjedrila je nadahnuće za papinu encikliku Pacem in Terris, objavljenu u travnju 1963. godine.
Unatoč pregovorima o smanjenju nuklearnog naoružanja, ono se i dalje proizvodi.

## Zaključci
Kubanska raketna kriza se danas smatra najopasnijom vojno-političkom situacijom u ljudskoj povijesti, s obzirom na to da je u 38 dana, koliko je trajala, po prvi put ljudska civilizacija bila pred realnom mogućnošću potpunog istrebljenja.
Ozbiljna situacija nastala oko razmještanja sovjetskih raketnih postrojenja na već komunističkoj Kubi, dovela je svijet na rub nuklearnog rata.
Sukobljene strane u hladnoratovskom svijetu, SAD i SSSR, tada su predvodili John F. Kennedy i Nikita Hruščov. Za rješenje nuklearne krize između Moskve i Washingtona značajno se zauzeo papa Ivan XXIII. poslavši pismo Kennedyju i Hruščovu, a preko Radio Vatikana svijetu je uputio apel za mir. Kennedy je zamolio Papu da bude most između Kremlja i Washingtona.

## Citati
- "Ovo je kao kad bi Sovjeti instalirali svoje rakete u Meksiku ili na Kubi"--D.Eisenhower, 1959., povodom instaliranja američkih atomskih raketa u Turskoj
- "Trebalo bi Amerikancima dati da osjete kako je to biti okružen neprijateljskim nuklearnim bazama"--Hruščov u svibnju 1962. u krugu najužih suradnika povodom stacioniranja atomskih raketa u Italiji i Turskoj od strane SAD-a
- "Obje najmoćnije nacije na svijetu su krenule u borbu jedna protiv druge, svaka s prstom na otponcu. Mislilo se, da je rat neizbježan...No epizoda je završila triumfom zdravog razuma."-- iz Hruščovljeve autobiografije "Hruščov se sjeća"
- "Mir! Mir! Danas obnavljamo ovu svečanu molbu. Zaklinjemo sve upravitelje da se ne ogluše na ovaj krik čovječanstva. Neka učine sve što je u njihovoj moći da se očuva mir. Tako će svijetu uskratiti užase rata, čije se užasne posljedice ne mogu predvidjeti."-- Papa Ivan XXIII. preko Radio Vatikana[2]